# Richard Kohn
Richard Kohn (Bécs, 1888. szeptember 27. – 1963. június 16.), egykori osztrák válogatott labdarúgó, edző.

## Pályafutása

### Játékosként
Kohn pályafutása során a Wiener AC, Wiener AF, Austria Wien és az MTK csapataiban fordult meg. Az osztrák válogatottban hat alkalommal lépett pályára.

### Edzőként
Edzőként megfordult Jugoszláviában, Lengyelországban, Ausztriában, Svájcban, Spanyolországban, Németországban és Hollandiában is. Utóbbi két országban bajnoki címet ünnepelhetett.

## Sikerei, díjai

### Edzőként
- Német bajnokság
  - bajnok: 1931–32
- Holland bajnokság
  - győztes: 1935–36, 1937–38

## Mérkőzései az osztrák válogatottban
| #  | Dátum                | Ellenfél     | Eredmény | Kiírás               | Esemény |
| -- | -------------------- | ------------ | -------- | -------------------- | ------- |
| 1. | 1908. május 3.       | Magyarország | 4 – 0    | barátságos mérkőzés  | 84'     |
| 2. | 1910. május 1.       | Magyarország | 2 – 1    | barátságos mérkőzés  |         |
| 3. | 1911. szeptember 10. | Németország  | 2 – 1    | barátságos mérkőzés  |         |
| 4. | 1911. november 5.    | Magyarország | 0 – 2    | Wagner kupa mérkőzés |         |
| 5. | 1912. május 5.       | Magyarország | 1 – 1    | Wagner kupa mérkőzés |         |
| 6. | 1912. december 22.   | Olaszország  | 3 – 1    | barátságos mérkőzés  | 79'     |